# Nipponopsalis abei
Nipponopsalis abei is een hooiwagen uit de familie Nipponopsalididae.